# لون أواك (جورجيا)
لون أواك (بالإنجليزية: Lone Oak, Georgia)‏ هي بلدة تقع في مقاطعة ميريويذر، جورجيا بولاية جورجيا في الولايات المتحدة. تبلغ مساحتها 1.6 (كم²)، وترتفع عن سطح البحر 261 م، بلغ عدد سكانها 104 نسمة في عام 2000 حسب إحصاء مكتب تعداد الولايات المتحدة وتصل الكثافة السكانية فيها 65 نسمة/كم2.

## وصلات خارجية
- The US50 - Cities and Towns in Georgia State
- Georgia Cities and Towns, Facts, Map, Flag, Colleges, Government, and More